# 4443 Paulet
4443 Paulet eller 1985 RD4 är en asteroid i huvudbältet som upptäcktes den 10 september 1985 av den belgiske astronomen Henri Debehogne vid La Silla-observatoriet. Den är uppkallad efter Pedro Paulet.
Asteroiden har en diameter på ungefär 4 kilometer.